# نادية الضيدان
نادية حماد صالح الضيدان (مواليد 26 مارس 1998) هي لاعبة كرة قدم سعودية محترفة تلعب في مركز الهجوم ضمن صفوف نادي العلا في الدوري السعودي الممتاز للسيدات.

## المسيرة مع الأندية
لعبت نادية سابقًا لنادي تشالنج لكرة القدم للسيدات قبل استحواذ نادي الهلال عليه، واستمرت في اللعب مع الهلال بعد عملية الاستحواذ.
في أغسطس 2023، أعلن نادي العلا عن التعاقد مع اللاعبة نادية الضيدان لتعزيز صفوفه المحلية قبل انطلاق موسمه الأول في الدوري السعودي الممتاز للسيدات.
في 27 سبتمبر 2024، شاركت لأول مرة مع الفريق كلاعبة أساسية في المباراة التي انتهت بالخسارة 1–3 أمام حامل اللقب النصر. في 5 أكتوبر 2024، سجلت هدفها الأول مع الفريق، والذي اختير كأفضل هدف في الجولة.

## وصلات خارجية
- نادية الضيدان  على سكروي
- قالب:Sofascore
- نادية الضيدان على موقع Player Maker Stats
- نادية الضيدان على موقع Mackolik